# 体重管理
体重管理（たいじゅうかんり）とは、主に生活習慣病の予防等の健康上の理由や美容などの様々な理由で、ダイエットや増量により理想的な体重を保つことである。体重管理のためのアプリを開発している会社もある。また、運動競技の上達のための体重管理をウェイトコントロールという。

## 健康
健康のためには体重管理が重要である。[4]　肥満が健康に及ぼす影響は､内臓脂肪型肥満､高血圧､高血糖(糖尿病)､脂質異常症など心蔵や血管にも影響する命に関わる病気になる確率が高くなる[5]｡また、痩せすぎや過剰なダイエットも健康に影響を及ぼし、糖尿病や無月経(女性の場合)､また骨粗鬆症､栄養失調、呼吸困難、貧血、摂食障害などのリスクがある。そのため多くのメディアでは健康のための体重管理の情報を掲載している。